# 緒方武

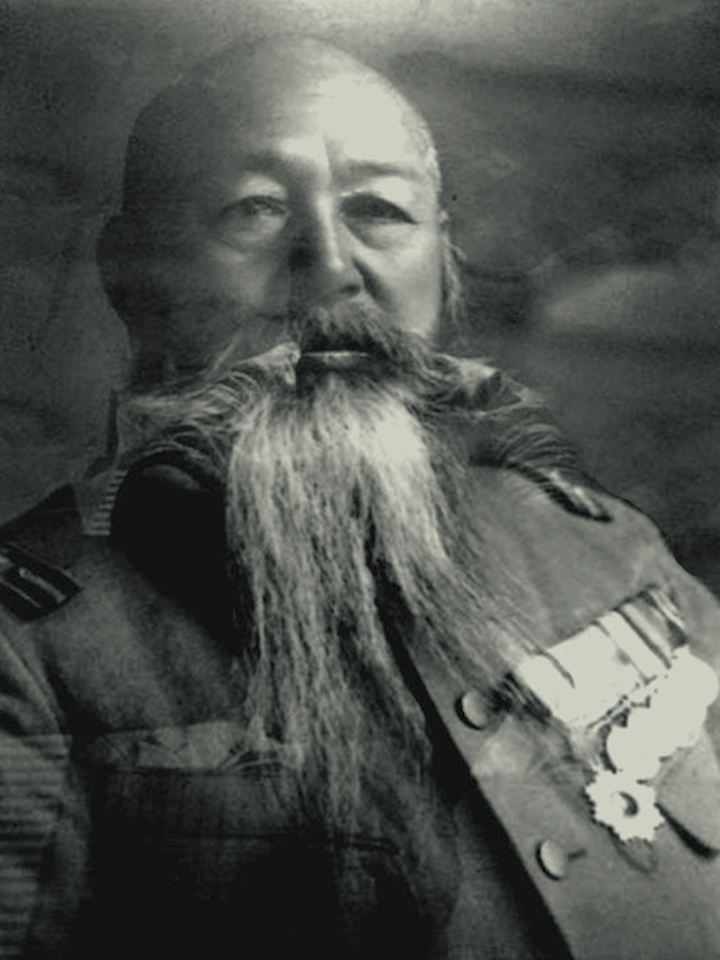
緒方武

緒方 武（おがた たけし、1873年〈明治6年〉1月12日 - 1940年〈昭和15年〉6月4日）は、熊本県出身の日本の剣道家（教士）、大日本帝国陸軍の軍人。最終階級は、陸軍歩兵中尉（従七位勲六等）、元熊本県議会議員。

## 経歴
明治6年（1873年）1月12日、父清彦、母千伊の長男として熊本県西合志村梅屋敷（現合志市）に生まれる。
心通学舎（現・合志小学校）から済々黌で学び、東京師範学校に入る。剣道は新陰流（戸波派）宮川末五郎の相伝を受け、第十九代当主となる。
明治30年（1897年）から明治33年まで第五高等学校に奉職。同僚に夏目漱石がいる。
明治33年（1900年）三宅多留次と武徳祭にて柔道試合。
明治36年（1903年）より紫溟会から熊本県議会議員選挙に出馬、当選。明治38年（1905年）より日露戦争に従軍。西合志村耕地整理委員長を務める。
明治40年（1907年）満州（現中国東北）に渡り、明治43年（1910年）より旅順工科学堂（旅順工科大学校）学生監に迎えられ16年間剣道、教練の指導に当たる。
大正4年（1915年）範士内藤高治門下で新陰流を学び大日本武徳会より精錬証を授与される。
大正13年（1924年）満州より帰国。
昭和2年（1927年）11月、教育の機会に恵まれない農村子弟ために開かれた私塾「合志義塾」の剣道指導を担っていたこともあり熊本県菊池郡西合志村弘生の自宅敷地内に剣道道場「護国殿」を創立。細川護立氏命名。
昭和4年（1929年）5月、大日本武徳会より剣道教士を授与。
昭和12年（1937年）5月に行われた第八回春季青年演武大会で優勝。
昭和15年（1940年）門弟700人、68歳で食道癌で逝去するまで青少年指導につくした。辞世の句は「たびたびの地獄のつかいうるさくて、こんどこのたび退治せん」
武逝去後、二代目殿主、緒方勲が護国殿の運営にあたる。終戦後、諸事情で禁止されていた剣道が昭和28年に解禁となり、菊池の剣道の先がけとして稽古を開始する。
昭和43年（1968年）文部大臣より表彰（剣道における体育教育普及及び振興）を受ける。平成4年、二代目緒方勲が逝去。三代目殿主、緒方隆が指導にあたるが闘病を余儀なくされ、初稽古は続いていたものの平成19年逝去。現在、道場の稽古は希望者に開放されており、床を踏みならす音は絶えていない。

## 人物
- 徳富蘇峰の大江義塾に対抗心をもやし「大江の耶蘇ッポ」とののしり出てくると殴った。あまりの乱暴ぶりに蘇峰に捕まることもあった。[1]
- 第五高等学校の校長に嘉納治五郎が赴任し、講道館柔道を始めた。武も通ったが相手をすくい投げで気絶させた。碁盤で煽ぎ、ロウソクの火を消すという得意芸があった。[1]
- 弟子に八方山主計がいる。武は将来力士として有望だと感じ、在京の徳永為次氏(吉田司家の故実門人)に紹介、さらに藤島親方(元横綱常ノ花)に話が持ち込まれる。[11]